# Kiss the Bride (film)
Kiss the Bride è un film statunitense del 2002 diretto e scritto da Vanessa Parise.